# Daewoo Shipbuilding & Marine Engineering
Daewoo Shipbuilding & Marine Engineering Co., Ltd (DSME) (koreanska: 대우조선해양) är det näst största skeppsvarvsföretaget i världen på 4,3 miljoner m2 och ett av de tre stora varven i Sydkorea. Deras koreanska varv ligger i Aju-dong i staden Geoje i södra Sydkorea.